# Yevgeniy Makarenko
Yevgeniy Makarenko (en russe : Евгений Михайлович Макаренко, transcription française : Ievgueni Mikhaïlovitch Makarenko) est un boxeur russe né le 10 octobre 1975 à Nijnevartovsk.

## Carrière
Sa carrière amateur est principalement marquée par deux titres de champion du monde dans la catégorie de poids mi-lourds en 2001 et 2003 et par deux titres européens en 2002 (poids lourds) et 2004 (poids mi-lourds).